# Лоренс (тауншип, округ Грант, Миннесота)
Лоренс (англ. Lawrence) — тауншип в округе Грант, Миннесота, США. На 2000 год его население составило 96 человек.

## География
По данным Бюро переписи населения США площадь тауншипа составляет 92,8 км², из которых 90,8 км² занимает суша, а 2,0 км² — вода (2,18 %).

## Демография
По данным переписи населения 2000 года здесь находились 96 человек, 39 домохозяйств и 24 семьи. Плотность населения —  1,1 чел./км². На территории тауншипа расположена 41 постройка со средней плотностью 0,5 построек на один квадратный километр. Расовый состав населения: 97,92 % белых, 1,04 % афроамериканцев и 1,04 % приходится на две или более других рас.
Из 39 домохозяйств в 28,2 % воспитывались дети до 18 лет, в 59,0% проживали супружеские пары, в 2,6 % проживали незамужние женщины и в 35,9 % домохозяйств проживали несемейные люди. 30,8 % домохозяйств состояли из одного человека, при том 15,4 % из — одиноких пожилых людей старше 65 лет. Средний размер домохозяйства — 2,46, а семьи — 3,16 человека.
27,1 % населения — младше 18 лет, 5,2 % — в возрасте от 18 до 24 лет, 19,8 % — от 25 до 44, 29,2 % — от 45 до 64, и 18,8 % — старше 65 лет. Средний возраст — 44 года. На каждые 100 женщин приходилось 113,3 мужчин. На каждые 100 женщин старше 18 приходилось 105,9 мужчин.
Средний годовой доход домохозяйства составлял 47 500 долларов, а средний годовой доход семьи —  70 313 долларов. Средний доход мужчин —  35 000  долларов, в то время как у женщин — 36 250. Доход на душу населения составил 26 071 доллар. За чертой бедности не находилась ни одна семья и 2,7 % всего населения тауншипа.